# Candidats aux élections générales de 2025 en Ontario
 (mars 2025).
Les tableaux suivants énumèrent par région les différents  candidats qui ont été nommés pour l’ élection générale de l’Ontario de 2025 .

## Guide des abréviations
Abréviations des partis politiques  qui seront utilisées dans ces tableaux :
- All– Alliance de l’Ontario
- PCC – Le Parti du Choix des Canadiens
- Comm. – Parti communiste du Canada (Ontario)
- CPO – Parti centriste de l’Ontario
- ERP – Parti de la réforme électorale
- FPO – Parti de la liberté de l’Ontario
- Vert – Parti vert de l’Ontario
- Ind. – Indépendant
- Libéral – Parti libéral de l’Ontario
- Liberté. – Parti libertaire de l’Ontario
- Mod. – Parti modéré de l’Ontario
- N. Ont – Parti du Nord de l’Ontario
- NB – Nouveau Parti bleu de l’Ontario
- NPD – Nouveau Parti démocratique de l’Ontario
- NOTA – Aucun des partis ci-dessus
- PC – Parti progressiste-conservateur de l’Ontario
- Prog. – Parti progressiste de l'Ontario
- PPO – Parti populiste de l’Ontario
- PSN – Parti pour les personnes à besoins spécifiques
- SNSA – Arrêtez le nouveau programme d’éducation sexuelle
- TOP – Parti de l’Ontario

## Nombre de Candidats par parti
| Parti   | Parti                                                | Chef de Parti        | Candidats |
| ------- | ---------------------------------------------------- | -------------------- | --------- |
|         | Alliance de l'Ontario                                | Joshua E. Eriksen    | 5         |
|         | Le Parti du Choix des Canadiens                      | Bahman Yazdanfar     | 2         |
|         | Parti Centriste de l'Ontario                         | Mansoor Qureshi      | 5         |
|         | Parti communiste du Canada (Ontario)                 | Drew Garvie          | 7         |
|         | Parti de la réforme électorale                       | Peter House          | 2         |
|         | Parti de la liberté de l’Ontario                     | Paul McKeever        | 5         |
|         | Parti Vert de l'Ontario                              | Mike Schreiner       | 124       |
|         | Parti Libéral de l'Ontario                           | Bonnie Crombie       | 123       |
|         | Parti libertaire de l’Ontario                        | Mark Snow            | 17        |
|         | Parti Modéré de l'Ontario                            | Yuri Duboisky        | 12        |
|         | Parti de Nord de l'Ontario                           | Jacques Ouellette    | 3         |
|         | Nouveau Parti bleu de l'Ontario                      | Jim Karahalios       | 108       |
|         | Nouveau Parti Démocratique de l'Ontario              | Marit Stiles         | 123       |
|         | Aucun des partis ci-dessus                           | Greg Vezina          | 13        |
|         | Parti de l’Ontario                                   | Derek Sloan          | 44        |
|         | Parti Progressiste                                   | Sana Ahmad           | 2         |
|         | Parti progressiste-conservateur de l'Ontario         | Doug Ford            | 124       |
|         | PSN – Parti pour les personnes à besoins spécifiques | Lionel Wayne Poizner | 2         |
|         | Parti Populiste de l'Ontario                         | Jim Torma            | 4         |
|         | Arrêtez le nouveau programme d’éducation sexuelle    | John Kanary          | 2         |
|         | Indépendant                                          | Indépendant          | 41        |
| Total : | Total :                                              | Total :              | 768       |

## Candidats
† = indique que le prédécesseur ne cherche pas à être réélu
le gras indique le chef du parti
italique = indique un candidat à la nomination ou un intérêt déclaré

### Est de l'Ontario
| Circonscription Électorale                           | PC                | NPD                   | Libéral            | Vert              | Nouveau Bleu    | Parti de l'Ontario        | Autre                 | En fonction | En fonction       |
| ---------------------------------------------------- | ----------------- | --------------------- | ------------------ | ----------------- | --------------- | ------------------------- | --------------------- | ----------- | ----------------- |
| Baie de Quinte                                       | Tyler Allsopp     | Amanda Robertson      | Dave O'Neil        | Lori Borthwick    | Anthony Zambito | Nick Maddison             |                       |             | Tyler Allsopp     |
| Glengarry - Prescott - Russell                       | Stéphane Sarrazin | Ryder Finlay          | Trevor Stewart     | Thaila Riden      | Felix Labrosse  | Brandon Wallingford       | Jason St-Louis (ind.) |             | Stéphane Sarrazin |
| Hastings - Lennox et Addington                       | Ric Bresee        | Jessica Zielke        | Lynn Rigby         | Mike Holbrook     | Glenn Tyrrell   | Derek Sloan               |                       |             | Ric Bresee        |
| Kingston et les Iles                                 | Ian Chapelle      | Elliot Goodell Ugalde | Ted Hsu            | Zachary Typhair   |                 | Allan Wilson              | James McNair (NOTA)   |             | Ted Hsu           |
| Lanark - Frontenac - Kingston                        | John Jordan       | John MacRae           | Rob Rainer         | Marlene Spruyt    | David Motton    | Wendy Dillistone-Whitaker | Shane O'Neill (ind.)  |             | John Jordan       |
| Leeds - Grenville - Thousand Islands et Rideau Lakes | Steve Clark       | Chris Wilson          | Lorna Jean Edmonds | Fiona Jager       | Chris Garrah    | David Calabretta          | Mark Snow (Libert.)   |             | Steve Clark       |
| Renfrew- Nipissing - Pembroke                        | William Denault   | Marshall Buchanan     | Oliver Jacob       | Anna Dolan        | Mark Dickson    | Kevin Holm                |                       |             | John Yakabuski †  |
| Stormont - Dundas - South Glengarry                  | Nolan Quinn       | Jeremy Rose           | Devon Monkhouse    | Nicholas Lapierre | Stefan Kohut    | Brigitte Sugrue           |                       |             | Nolan Quinn       |

#### Ottawa
| Circonscription Électorale | PC                  | NPD                | Libéral         | Vert                 | Nouveau Bleu     | Parti de l'Ontario | Autre                                                               | En Fonction | En Fonction     |
| -------------------------- | ------------------- | ------------------ | --------------- | -------------------- | ---------------- | ------------------ | ------------------------------------------------------------------- | ----------- | --------------- |
| Carleton                   | George Darouze      | Andrea Hollinger   | Brandon Bay     | Mystic Plaunt        | Rob Stock        | Myles Dear         | Bruce Anthony Faulkner (Libert.) Brian Hull (ind.)                  |             | Goldie Ghamari  |
| Kanata - Carleton          | Scott Phelan        | Dave Belcher       | Karen McCrimmon | Jennifer Purdy       | Elizabeth Watson | Frank Jakubowski   |                                                                     |             | Karen McCrimmon |
| Nepean                     | Alex Lewis          | Max Blair          | Tyler Watt      | Sheilagh McLean      | John Kovach      | Carmen Charbonneau | Peter Westaway (ind.)                                               |             | Lisa Macleod †  |
| Orléans                    | Stéphan Plourde     | Matthew Sévigny    | Stephen Blais   | Michelle Petersen    | Patricia Hooper  |                    | Ken Lewis (Libert.) Burthomley Douzable (ind.) Arabella Vida (ind.) |             | Stephen Blais   |
| Ottawa - Centre            | Scott Healey        | Catherine McKenney | Thomas Simpson  | Simon Beckett        | Maria Desouza    | Shannon Boschy     | Cashton Perry (Comm.) Josh Rachlis (ind.)                           |             | Joel Harden †   |
| Ottawa - Sud               | Jan Gao             | Morgan Gay         | John Fraser     | Nira Dookeran        | Alex Perrier     |                    |                                                                     |             | John Fraser     |
| Ottawa - Vanier            | Marilissa Gosselin  | Myriam Djilane     | Lucille Collard | Christian Proulx     | Rishabh Bhatia   |                    | Coreen Corcoran (Libert.)                                           |             | Lucille Collard |
| Ottawa - Ouest - Nepean    | Husein - Abu-Rayash | Chandra Pasma      | Brett Szmul     | Sophia Andrew-Joiner | Rylan Vroom      |                    |                                                                     |             | Chandra Pasma   |

### Centre de l'Ontario
| Circonscription Électorale           | PC                | NPD             | Libéral                | Vert               | Nouveau Bleu       | Libertaire      | Autre                                                 | En Fonction | En Fonction       |
| ------------------------------------ | ----------------- | --------------- | ---------------------- | ------------------ | ------------------ | --------------- | ----------------------------------------------------- | ----------- | ----------------- |
| Barrie - Innisfil                    | Andrea Khanjin    | Andrew Harrigan | Dane Lee               | Stephen Ciesielski | Sam Mangiapane     |                 | Anna Yuryeva (Mod.)                                   |             | Andrea Khanjin    |
| Barrie - Springwater - Oro - Medonte | Doug Downey       | Tracey Lapham   | Rosemary Zacharias     | Tim Grant          | Alex Della Ventura | Erin Patterson  |                                                       |             | Doug Downey       |
| Bruce - Grey - Owen Sound            | Paul Vickers      | James Harris    | Selwyn Hicks           | Joel Loughead      | Vincent Grimaldi   | Michael Butt    | Matt Fritz (All) Ann Gillies (SNSA)                   |             | Rick Byers †      |
| Dufferin - Caledon                   | Sylvia Jones      | George Nakitsas | Michael Dehn           | Sandy Brown        | Kris Eggleton      |                 | Alexey Cherkashov (Mod.) Jeffrey Halsall (ind.)       |             | Sylvia Jones      |
| Haliburton - Kawartha Lakes - Brock  | Laurie Scott      | Barbara Doyle   | Alison Bennie          | Tom Regina         | Jacquie Barker     | Zachary Tisdale | Brian Kerr (TOP) Bill Denby (FPO) Gene Balfour (ind.) |             | Laurie Scott      |
| Northumberland - Peterborough -Sud   | David Piccini     | Bruce Lepage    | Dorothy Noronha        | Maxwell Groves     | Joshua Chalhoub    |                 | Florian Bors (TOP)                                    |             | David Piccini     |
| Peterborough - Kawartha              | Dave Smith        | Jen Deck        | Adam Hopkins           | Lucas Graham       | Andrew Roudny      |                 | Brian Martindale (TOP)                                |             | Dave Smith        |
| Simcoe - Grey                        | Brian Saunderson  | Benten Tinkler  | Ted Crysler            | Allan Kuhn         | David Ghobrial     |                 |                                                       |             | Brian Saunderson  |
| Simcoe - Nord                        | Jill Dunlop       | Jordi Malcolm   | Walter Alvarez-Brdales | Christopher Carr   | Dave Brunelle      | William Joslin  |                                                       |             | Jill Dunlop       |
| York - Simcoe                        | Caroline Mulroney | Justin Graham   | Falma Chaudhry         | Jennifer Baron     | Brent Fellman      | Sean Conroy     | Alana Hollander (TOP) Franco Colavecchia (Mod.)       |             | Caroline Mulroney |

### Ceinture 905

#### Durham
| Circonscription Électorale | PC                 | NPD              | Libéral         | Vert             | Nouveau Bleu     | Centriste       | Autre                                            | En Fonction | En Fonction        |
| -------------------------- | ------------------ | ---------------- | --------------- | ---------------- | ---------------- | --------------- | ------------------------------------------------ | ----------- | ------------------ |
| Ajax                       | Patrice Barnes     | Arthur Augustine | Robert Cerjanec | Cory Felerman    | Chris Rees       | Sarah Qureshi   |                                                  |             | Patrice Barnes     |
| Durham                     | Tod McCarthy       | Chris Borgia     | Brad Jakobsen   | Sanjin Zeco      | James Leventakis | Asif Khan       | Sheri Thurston (TOP) Fawad Kiyani (ind.)         |             | Todd McCarthy      |
| Oshawa                     | Jerry Ouelette     | Jennifer French  | Viresh Bansal   | Nicholas Sirgool | Joe Ingino       |                 | Rahul Padmini Soumian (ind.)                     |             | Jennifer French    |
| Pickering - Uxbridge       | Peter Bethlenfalvy | Khalid Ahmed     | Ibrahim Daniyal | Mini Batra       | Adrian Nolan     | Mansoor Qureshi | Victoria Devenport (TOP) Netalia Duboisky (Mod.) |             | Peter Bethlenfalvy |
| Whitby                     | Lorne Coe          | Jamie Nye        | Roger Gordon    | Steven Toman     | Ralph Blank      |                 |                                                  |             | Lorne Coe          |

#### Peel
| Circonscription Électorale     | PC                 | NPD              | Libéral            | Vert                | Nouveau Bleu     | Autre                                                                                          | En Fonction | En Fonction        |
| ------------------------------ | ------------------ | ---------------- | ------------------ | ------------------- | ---------------- | ---------------------------------------------------------------------------------------------- | ----------- | ------------------ |
| Brampton Centre                | Charmaine Williams | Sukhamrit Singh  | Martin Medeiros    | Pauline Thornham    | Kamal Preet Kaur |                                                                                                |             | Charmaine Williams |
| Brampton - Est                 | Hardeep Grewal     | Martin Singh     | Vicky Dhillon      | Nancy Porteous      |                  | Azad Goyat (ind.)                                                                              |             | Hardeep Grewal     |
| Brampton - Nord                | Graham McGregor    | Ruby Zaman       | Ranjit Singh Bagga | Sameera Falcon Khan | Melanie Porte    |                                                                                                |             | Graham McGregor    |
| Brampton - Sud                 | Prabmeet Sarkaria  | Rajani Sharma    | Bhavik Parikh      | Rajinder Boyal      | Johnny Nolan     |                                                                                                |             | Prabmeet Sarkaria  |
| Brampton - Ouest               | Amarjot Sandhu     | Sam Sarjeant     | Andrew Kania       | Ethan Russell       | David Pardy      | Pushpek Sidhu (ind.)                                                                           |             | Amarjot Sandhu     |
| Mississauga - Centre           | Natalia Kusendova  | Waseem Ahmed     | Sumira Malik       | Robert Chan         | Audrey Simpson   | Greg Vezina (NOTA) Zulfiqar Ali (ind.)                                                         |             | Natalia Kusendova  |
| Mississauga - Est - Cooksville | Silvia Gualtieri   | Alex Venuto      | Bonnie Crombie     | David Zeni          | Kevin Peck       | Vittoria Trichilo (TOP) Oleksandra Iakovlieva (Mod.) Mark De Pelham (Ind.) Syed Hussain (ind.) |             | Kaleed Rasheed †   |
| Mississauga - Erin Mills       | Sheref Sabawy      | Mubashir Rizvi   | Qasir Dar          | Adriane Franklin    | Michael Bayer    | Sajid Hussain (ind.) Michael Matulewicz (ind.)                                                 |             | Sheref Sabawy      |
| Mississauga - Lakeshore        | Rudy Cuzzetto      | Spencer Ki       | Elizabeth Mendes   | Julia Budahazy      | Renata Cynarska  | Oleksii Avdeiev (Mod.) Ayoub Bumbia (ind.)                                                     |             | Rudy Cuzzetto      |
| Mississauga - Malton           | Deepak Anand       | Gerard MacDonald | Jawad Haroon       | Shellina Esmail     | Van Nguyen       |                                                                                                |             | Deepak Anand       |
| Mississauga - Streetsville     | Nina Tangri        | Shoaib Khawar    | Jill Promoli       | Christopher Hill    | Darryl Brothers  |                                                                                                |             | Nina Tangri        |

#### York
| Circonscription Électorale          | PC                    | NPD             | Libéral           | Vert           | Nouveau Bleu       | Autre                   | En Fonction | En Fonction           |
| ----------------------------------- | --------------------- | --------------- | ----------------- | -------------- | ------------------ | ----------------------- | ----------- | --------------------- |
| Aurora - Oak Ridges - Richmond Hill | Micheal Parsa         | Naila Saeed     | Jason Cherniak    | Ikram Kahn     | Rosaria Wiseman    |                         |             | Michael Parsa         |
| King - Vaughan                      | Stephen Lecce         | Rick Morelli    | Gillian Vivona    | Ann Raney      | Christopher Bressi | Mark De Pelham (Ind.)   |             | Stephen Lecce         |
| Markham - Stoufville                | Paul Calandra         | Gregory Hines   | Kelly Dunn        | Myles O'Brien  | Brendan Sorenson   |                         |             | Paul Calandra         |
| Markham - Thornhill                 | Logan Kanapathi       | Paul Sanbaz     | Nirmala Armstrong | Shane O'Brien  |                    |                         |             | Logan Kanapathi       |
| Markham - Unionville                | Billy Pang            | Sameer Qureshi  | Jagbir Dosanjh    | Chris Madsen   | Nick Boudreau      |                         |             | Billy Pang            |
| Newmarket - Aurora                  | Dawn Gallagher Murphy | Denis Heng      | Chris Ballard     | David Jakubiec | Shrin Khasbakhi    | Yuri Duboisky (Mod.)    |             | Dawn Gallagher Murphy |
| Richmond Hill                       | Daisy Wai             | Raymond Bhushan | Roozbeh Farhadi   | Alison Lam     | Allison Bruns      |                         |             | Daisy Wai             |
| Thornhill                           | Laura Smith           | Faiz Qureshi    | Benjamin Dooley   | Marcelo Levy   | Luca Mele          | Aleksei Polyakov (Mod.) |             | Laura Smith           |
| Vaughan - Woodbridge                | Michael Tibollo       | Elif Genc       | Hamza Ansari      | Philip Piluris | Pasquale Chiarizia | Mario Greco (PPO)       |             | Michael Tibollo       |

### Toronto

#### Scarborough
| Circonscription Électorale | PC                 | NPD                    | Libéral           | Vert              | Nouveau Bleu        | Autre                                    | En Fonction | En Fonction        |
| -------------------------- | ------------------ | ---------------------- | ----------------- | ----------------- | ------------------- | ---------------------------------------- | ----------- | ------------------ |
| Scarborough - Agincourt    | Aris Babikian      | Francesca Policarpioto | Peter Yuen        | Stephanie LeBlanc | Johan Yogaretnam    | Donahue Morgan (TOP)                     |             | Aris Babikian      |
| Scarborough - Centre       | David Smith        | Sonali Chakraborti     | Mazhar Shafiq     | Dean Boulding     | Gus Prokos          | Haseeb Qureshi (CPO)                     |             | David Smith        |
| Scarborough - Guildwood    | Jude Aloysius      | Christian Keay         | Andrea Hazell     | Tara McMahon      | Anthony Internicola | Kingsley Cato (Ind.) Kevin Clarke (Ind.) |             | Andrea Hazel       |
| Scarborough - Nord         | Raymond Cho        | Thasha Navaneethan     | Anita Anandarajan | Zdravko Gunjevic  |                     |                                          |             | Raymond Cho        |
| Scarborough - Rouge Park   | Vijay Thanigasalam | Hibah Sidat            | Morris Beckford   | Victoria Jewt     |                     | Wai Kiat Tang (Comm.) Tim James (NOTA)   |             | Vijay Thanigasalam |
| Scarborough - Sud-Ouest    | Areronke Dramola   | Doly Begum             | Qadira Jackson    | Mark Bekkering    |                     |                                          |             | Doly Begum         |

#### York Nord
| Circonscription Électorale | PC              | NPD                   | Libéral          | Vert             | Nouveau Bleu  | Autre                                                               | En Fonction | En Fonction      |
| -------------------------- | --------------- | --------------------- | ---------------- | ---------------- | ------------- | ------------------------------------------------------------------- | ----------- | ---------------- |
| Don Valley - Est           | Roger Gingerich | Frank Chu             | Adil Shamji      | Joshua Miersch   |               | Krasimir Penkov (Mod.)                                              |             | Adil Shamji      |
| Don Valley - Nord          | Susan Liu       | Ebrahim Astaraki      | Jonathan Tsao    | Andrew Armstrong | Annie Nolan   | Vincent Ke (ind.)                                                   |             | Vincent Ke       |
| Don Valley - Ouest         | Sam Moini       | Linnea Löfström-Abary | Stéphanie Bowman | Sheena Sharp     | Laurel Hobbs  | Bahira Abdulsalam (ind.)                                            |             | Stéphanie Bowman |
| Eglinton - Lawrence        | Michelle Cooper | Natasha Doyle         | Vince Gasparro   | Leah Tysoe       |               |                                                                     |             | Robin Martin     |
| Willowdale                 | Stan Cho        | Boris Ivanov          | Paul Saguil      | Sharolyn Vettese |               | Pit Goyal (Prog.) Lilya Eklishaeva (ind.)                           |             | Stan Cho         |
| York - Centre              | Michael Kerzner | Natalie Van Halteren  | Sam Nestico      | Courtney Martin  | Johnny Blythe | Parviz Isgandarov (Mod.) Jeffrey Anisman (PPO) Lionel Poizner (PSN) |             | Michael Kerzner  |

#### Centre de Toronto et York Est
| Circonscription Électorale | PC               | NPD              | Libéral               | Vert                | Nouveau Bleu      | Autre                                                        | En Fonction | En Fonction           |
| -------------------------- | ---------------- | ---------------- | --------------------- | ------------------- | ----------------- | ------------------------------------------------------------ | ----------- | --------------------- |
| Beaches - Est - York       | Anna Michaelidis | Kate Dupuis      | Mary-Margaret McMahon | Jack Pennings       | Thomas Gregory    | Paul Stark (TOP) Bahman Yazdanfar (PCC) Dragan Cimesa (Ind.) |             | Mary-Margaret McMahon |
| Davenport                  | Nick Pavlov      | Marit Stiles     | Paulo Pereira         | Randi Ramdeen       |                   | Dave McKee (Comm.)                                           |             | Marit Stiles          |
| Parkdale - High Park       | Justine Teplychy | Alexa Gilmour    | Nadia Guerrera        | Anna Gorka          | Geoffrey Corfield | Rimmy Riarh (Comm.)                                          |             | Bhutila Karpoche †    |
| Spadina - Fort York        | Omar Farhat      | Chris Glover     | April Engelberg       | Patrick Macklem     |                   | Ron Shaw (NOTA)                                              |             | Chris Glover          |
| Toronto Centre             | Ruth Farkas      | Kristyn Wong-Tam | Holly Rasky           | Andrew Massey       | Steve Hoehlmann   | Sana Ahmad (Prog.) Cory Deville (Ind.)                       |             | Kristyn Wong-Tam      |
| Toronto - Danforth         | Adam Farkas      | Peter Tabuns     | Connor Taras          | Orlando Wright      | Stephen Graham    |                                                              |             | Peter Tabuns          |
| Toronto - St.Paul's        | Riley Braunstein | Jill Andrew      | Stéphanie Smyth       | Chloe Tangpongprush |                   |                                                              |             | Jill Andrew           |
| University - Rosedale      | Sydney Pothakos  | Jessica Bell     | Pamela Jeffery        | Ignacio Mongrell    | Dylan Harris      |                                                              |             | Jessica Bell          |

#### Etobicoke et York
| Circonscription Électorale | PC                | NPD           | Libéral          | Vert              | Nouveau Bleu       | Autre                                        | En Fonction | En Fonction       |
| -------------------------- | ----------------- | ------------- | ---------------- | ----------------- | ------------------ | -------------------------------------------- | ----------- | ----------------- |
| Etobicoke Centre           | Kinga Surma       | Giulia Volpe  | John Campbell    | Brian Morris      | Mario Bilusic (NB) | Richard Kiernicki (NOTA) Signe Miranda (PSN) |             | Kinga Surma       |
| Etobicoke - Lakeshore      | Christine Hogarth | Rozhen Asrani | Lee Fairclough   | Sean McClocklin   | Tony Siskos        | Vitas Naudziunas (NOTA)                      |             | Christine Hogarth |
| Etobicoke - Nord           | Doug Ford         | Bryan Blair   | Julie Lutete     | Chelsey Edwards   | John Gardner       | Andy D'Andrea (TOP)                          |             | Doug Ford         |
| Humber River - Black Creek | Paul Nguyen       | Tom Rakocevic | Liban Hassan     | Alexander Qanbery |                    | Jeanne McGuire (Comm.)                       |             | Tom Rakocevic     |
| York - Sud-Weston          | Mohamed Firin     | Faisal Hassan | Daniel Di Giorgo | Lilian Barrera    | Victor Ehikwe      | K. Ann Thomas (Ind.)                         |             | Michael Ford †    |

### Hamilton, Halton et Niagara

#### Halton
| Circonscription Électorale   | PC                      | NPD                   | Libéral                 | Vert        | Nouveau Bleu        | Autre                | En fonction | En fonction             |
| ---------------------------- | ----------------------- | --------------------- | ----------------------- | ----------- | ------------------- | -------------------- | ----------- | ----------------------- |
| Burlington                   | Natalie Pierre          | Megan Beauchemin      | Andrea Grebenc          | Kyle Hutton | James Chillingworth | David Crombie (NOTA) |             | Natalie Pierre          |
| Milton                       | Zee Hamid               | Katherine Cirlincione | Kristina Tesser Derksen | Susan Doyle | John Spina          | Mohsin Rizvi (CPO)   |             | Zee Hamid               |
| Oakville                     | Stephen Crawford        | Diane Downey          | Alison Gohel            | Bruno Sousa | Shereen Di Vittorio | Sandor Kornay (Mod.) |             | Stephen Crawford        |
| Oakville - Nord - Burlington | Effie Triantafilopoulos | Caleb Smolenaars      | Kaniz Mouli             | Ali Hosny   | Charles Wroblewski  |                      |             | Effie Triantafilopoulos |

#### Hamilton
| Circonscription Électorale           | PC             | NPD          | Libéral       | Vert              | Nouveau Bleu                 | Autre                                                  | En Fonction | En Fonction      |
| ------------------------------------ | -------------- | ------------ | ------------- | ----------------- | ---------------------------- | ------------------------------------------------------ | ----------- | ---------------- |
| Flamborough - Glanbrook              | Donna Skelly   | Lily Noble   | Joshua Bell   | Janet Errygers    | Kristen Halfpenny            | Paul Taylor (NOTA)                                     |             | Donna Skelly     |
| Hamilton - Centre                    | Sarah Bokhari  | Robin Lennox | Eileen Walker | Lucia Iannantuono | Mitch Novosad                | Sarah Jama (Ind.) Nathalie Xian Yi Yan (Ind.)          |             | Sarah Jama       |
| Hamilton - Est - Stoney - Creek      | Neil Lumsden   | Zaigham Butt | Hein Doessing | Pascale Marchand  | Wieslawa Derlatka            | Drew Garvie (Comm.) Heather Curnew (TOP)               |             | Neil Lumsden     |
| Hamilton Mountain                    | Monica Cirello | Kojo Damptey | Dawn Danko    | Joshua Czerniga   | Layla Marie-Angela Protopapa | Bing Wong (TOP) Danimal Preston (NOTA)Ejaz Butt (ind.) |             | Monique Taylor † |
| Hamilton - Ouest - Ancaster - Dundas | John Demik     | Sandy Shaw   | Julia Brown   | Guy Bisson        | Lee Weiss Vasso              | Spencer Rocchi (NOTA) Nori Smith (ERP)                 |             | Sandy Shaw       |

#### Niagara
| Circonscription Électorale | PC                   | NPD            | Libéral         | Vert                     | Nouveau Bleu  | Parti de l'Ontario | Alliance Ontario    | Autre                        | En Fonction | En Fonction    |
| -------------------------- | -------------------- | -------------- | --------------- | ------------------------ | ------------- | ------------------ | ------------------- | ---------------------------- | ----------- | -------------- |
| Niagara Centre             | Bill Steele          | Jeff Burch     | Damien O'Brien  | Natashia Bergen          | Jimmy Jackson | Darryl Weinberg    | Angela Browne       |                              |             | Jeff Burch     |
| Niagara Falls              | Ruth-Ann Nieuwesteeg | Wayne Gates    | Shafoli Kapur   | Celia Taylor             | Gary Dumelie  | Andrew Soifert     |                     | Joedy Burdett (ind.)         |             | Wayne Gates    |
| Niagara - Ouest            | Sam Oosterhoff       | Dave Augustyn  | Shauna Boyle    | Mark Harrison            | Aaron Albano  | Aaron Allison      |                     | Stefanos Karatopis (Libert.) |             | Sam Oosterhoff |
| St. Catharines             | Sal Sorrento         | Jennie Stevens | Robin McPherson | Stephen Vincelette-Smith | Rob Atalick   | Liz Leeuwenburg    | J. Justin O'Donnell | Natalia Benoit (SNSA)        |             | Jennie Stevens |

### Centre-ouest de l'Ontario
| Circonscription Électorale | PC               | NPD              | Libéral         | Vert              | Nouveau Bleu       | Parti de l'Ontario      | Autre                                                            | En Fonction | En Fonction     |
| -------------------------- | ---------------- | ---------------- | --------------- | ----------------- | ------------------ | ----------------------- | ---------------------------------------------------------------- | ----------- | --------------- |
| Brantford - Brant          | Will Bouma       | Harvey Bischof   | Ron Fox         | Karleigh Csordas  | Joshua Carron      |                         | Rob Ferguson (Libert.) Mike Clancy (NOTA) James Carruthers (All) |             | Will Bouma      |
| Cambridge                  | Brian Riddell    | Marjorie Knight  | Rob Deutschmann | Carla Johnson     | Belinda Karahalios |                         |                                                                  |             | Brian Riddell   |
| Guelph                     | Bob Coole        | Cameron Spence   | Mustafa Zuberi  | Mike Schreiner    | Carina Fraser      |                         |                                                                  |             | Mike Schreiner  |
| Haldimand - Norfolk        | Amy Martin       | Erica Englert    | Vandan Patel    |                   | Garry Tanchak      |                         | Bobbi Ann Brady (Ind.)                                           |             | Bobbi Ann Brady |
| Huron - Bruce              | Lisa Thompson    | Nick McGregor    | Ian Burbridge   | Matthew Van Ankum | Zack Weiler        |                         | Bruce Eisen (All)                                                |             | Lisa Thompson   |
| Kitchener - Centre         | Rob Elliott      | Brooklin Wallis  | Colleen James   | Aislinn Clancy    | Paul Simoes        | Sebastian Butnar-Stoica | Christopher Nuhn (Ind.)                                          |             | Aislinn Clancy  |
| Kitchener - Conestoga      | Mike Harris Jr.  | Jodi Szimanski   | Joe Gowing      | Brayden Wagenaar  | Jim Karahalios     | Patrick Doucette        |                                                                  |             | Mike Harris Jr. |
| Kitchener - Sud-Hespeler   | Jess Dixon       | Jess Donkersgoed | Ismail Mohamed  | Jessica Riley     | John Soule         |                         |                                                                  |             | Jess Dixon      |
| Oxford                     | Ernie Hardeman   | Khadijah Haliru  | Bernia Martin   | Colton Kaufman    | Peter Beimers      | Grace Harper            | Henryk Szymczyszyn (Libert.)                                     |             | Ernie Hardeman  |
| Perth - Wellington         | Matthew Rae      | Jason Davis      | Ashley Fox      | Ian Morton        | James Montgomery   | Sarah Zenuh             | Rob Smink (FPO)                                                  |             | Matthew Rae     |
| Waterloo                   | Peter Turkington | Catherine Fife   | Clayton Moore   | Shefaza Esmail    | Suja Biber         | Chris Martin            | James Schulz (Libert.) Peter House (ERP)                         |             | Catherine Fife  |
| Wellington - Halton Hills  | Joseph Racinsky  | Simone Kent      | Alex Hilson     | Bronwynne Wilton  | Stephen Kitras     | Jason Medland           | Ron Patava (Ind.)                                                |             | Ted Arnott †    |

### Sud-ouest de l'Ontario
| Circonscription Électorale  | PC                 | NPD               | Libéral                | Vert                | Nouveau Bleu      | Parti de l'Ontario       | Autre                                                                | En Fonction | En Fonction        |
| --------------------------- | ------------------ | ----------------- | ---------------------- | ------------------- | ----------------- | ------------------------ | -------------------------------------------------------------------- | ----------- | ------------------ |
| Chatham - Kent - Leamington | Trevor Jones       | Christian Sachs   | Bill Kirby             | Matthew Davey       | Rhonda Jubenville | Phillip St-Laurent (TOP) |                                                                      |             | Trevor Jones       |
| Elgin - Middlesex - London  | Rob Flack          | Amanda Zavitz     | Douglas MacTavish      | Amanda Stark        | Brian Figueiredo  | Cooper Labrie            | Stephen R Campbell (NOTA)                                            |             | Rob Flack          |
| Essex                       | Anthoni Leardi     | Rachael Mills     | Tamara Stomp           | Steve Higgins       | Brigitte Belton   | Travis Jacques (TOP)     | Kevin Linfield (NOTA) William Szabo Verzoc (ind.)                    |             | Anthony Leardi     |
| Lambton - Kent - Middlesex  | Steve Pinsonneault | Kathryn Shailer   | Cathy Burghardt-Jesson | Andraena Tilgner    | Andy Fisher       |                          |                                                                      |             | Steve Pinsonneault |
| London - Fanshawe           | Peter Vanderley    | Teresa Armstrong  | Kevin May              | Wil Osbourne-Sorrel | Christopher West  |                          | Dave Durnin (FPO) Alan John McDonald (Ind.)                          |             | Teresa Armstrong   |
| London - Centre Nord        | Jerry Pribil       | Terence Kernaghan | Tariq Khan             | Carol Dyck          | Chris Wile        |                          | Paul McKeever (FPO)                                                  |             | Terence Kernaghan  |
| London - Ouest              | Beth Allison       | Peggy Sattler     | Bakar Khan             | Jim Johnston        | Shane Dale        |                          | Kenny Bizzel (Libert.) Tim Hodges (FPO) Timothy Hammer (ind.)        |             | Peggy Sattler      |
| Sarnia - Lambton            | Bob Bailey         | Candace Young     | Rachel Willsie         | Pamela Reid         | Keith Benn        | Mark Lamore              | Jacques Boudreau (Libert.) Tom Stoukas (PPO) Nathan Colquhoun (ind.) |             | Bob Bailey         |
| Windsor - Tecumseh          | Andrew Dowie       | Gemma Grey-Hall   | Connor Logan           | Roxanne Tellier     | Sophia Sevo       | Steven Gifford           | Kyle Ford (Comm.)                                                    |             | Andrew Dowie       |
| Windsor - Ouest             | Tony Francis       | Lisa Gretzky      | Moe Chehab             | Nick Kolasky        | Joshua Griffin    | Matthew Giancola         | Mike Collins (NOTA)                                                  |             | Lisa Gretzky       |

### Nord de l'Ontario

#### Nord-Est de l'Ontario
| Circonscription Électorale | PC               | NPD                | Libéral                 | Vert              | Nouveau Bleu    | Autre                                           | En Fonction | En Fonction    |
| -------------------------- | ---------------- | ------------------ | ----------------------- | ----------------- | --------------- | ----------------------------------------------- | ----------- | -------------- |
| Algoma - Manitoulin        | Bil Rosenberg    | David Timeriski    | Reg Niganobe            | Maria Legault     | Sheldon Pressey | Micheal Manta (Ind.)                            |             | Michael Mantha |
| Mushkegowuk - James Bay    | David Plourde    | Guy Bourgouin      | Kyle Allen              | Catherine Jones   |                 |                                                 |             | Guy Bourgouin  |
| Nickel Belt                | Randy Hazlett    | France Gélinas     | Natalie Labbée          | Connie Hill       | Paul Divincenzo | James Chretien (Libert.)                        |             | France Gélinas |
| Nipissing                  | Vic Fedeli       | Loren Mick         | Liam McGarry            | Colton Chaput     |                 | Scott Mooney (TOP) Michelle Lashbrook (Libert.) |             | Vic Fedeli     |
| Parry Sound - Muskoka      | Graydon Smith    | Jim Ronholm        | David Innes             | Matt Richter      | Brandon Nicksy  | Helen Kroeker (TOP)                             |             | Graydon Smith  |
| Sault Ste Marie            | Chris Scott      | Lisa Vezeau -Allen | Gurwinder Dusanjh       | Jaycob Jacques    | Arnold Heino    | Paul Frolich (TOP)                              |             | Ross Romano †  |
| Sudbury                    | Max Massimiliano | Jamie West         | Rashid Mukhtar Chaudhry | David Robinson    | Brady Legault   | Dave Sylvestre (NOTA)                           |             | Jamie West     |
| Timiskaming - Cochrane     | Tory Delaurier   | John Vanthof       | Rick Ellsmere           | Kris Rivard       | Stephen MacLeod |                                                 |             | John Vanthof   |
| Timmins                    | George Pirie     | Corey Lepage       | Dominic Casto           | Marie-Josée Yelle | David Farrell   |                                                 |             | George Pirie   |

#### Nord-Ouest de l'Ontario
| Circonscription Électorle   | PC            | NPD                     | Libéral            | Vert           | Nouveau Bleu      | Nord de l'Ontario  | Autre                | En Fonction | En Fonction   |
| --------------------------- | ------------- | ----------------------- | ------------------ | -------------- | ----------------- | ------------------ | -------------------- | ----------- | ------------- |
| Kenora - Rainy - River      | Greg Rickford | Rudy Turtle             | Anthony Leek       | John Redins    | Randy Ricci       |                    |                      |             | Greg Rickford |
| Kiiwetinoong                | Waylon Scott  | Sol Mamakwa             | Manuela Michelizzi | Carolyn Spicer |                   | Theresa Leppich    |                      |             | Sol Mamakwa   |
| Thunder Bay - Atikokan      | Kevin Holland | Judith Monteith-Farrell | Stephen Margarit   | Eric Arner     | Martin Tempelman  | K.C. Jones         |                      |             | Kevin Holland |
| Thunder Bay - Superior Nord | Rick Dumas    | Lise Vaugeois           | Brian Hamilton     | John Northey   | Katherine Suutari | Daniel K. Campbell | Steve Hanssen (Ind.) |             | Lise Vaugeois |